# Gouvernement métropolitain de Séoul
Gouvernement local
Le Gouvernement Métropolitain de Séoul est un gouvernement local de Séoul, en Corée du Sud. C'est un mandat de quatre ans, le maire est choisi par les habitants de Séoul et il est chargé de diriger le gouvernement de la ville. Le gouvernement métropolitain de Séoul gère plusieurs questions administratives en tant que capitale de la Corée du Sud. Elle est donc concentrée sur plus de choses que la plupart des autres villes, le gouvernement municipal étant responsable des établissements correctionnels, l'éducation publique, les bibliothèques, la sécurité publique, les installations récréatives, l'assainissement et la santé publique, l'approvisionnement en eau et les services sociaux. 
Dans le gouvernement de la ville, il y a 5 bureaux, 32 bureaux et 107 départements. Le siège social est situé dans le bâtiment de l'hôtel de ville de Séoul qui est à Taepyeongno, Jung-gu, Séoul. Le gouvernement a commencé bien avant, le 28 septembre 1946 mais en tant que gouvernement de la ville de Séoul qui est devenu par la suite le gouvernement métropolitain de Séoul, pendant la journée du 15 août 1949. Le gouvernement métropolitain de Séoul compte un maire et trois maires adjoints, l'un chargé des affaires politiques et les deux autres chargés des questions administratives. Séoul est subdivisée en 25 régions autonomes gu et 522 administratifs dong,.
L'Institut de Séoul (IS), le groupe de réflexion pour la ville, a été créé en 1992 par le gouvernement métropolitain de Séoul. Il était anciennement connu sous le nom d'Institut de développement de Séoul (IDS). IS soutient le processus d'élaboration des politiques du gouvernement municipal en menant des recherches approfondies et en collaborant avec des instituts de recherche nationaux et étrangers. SI cherche à collaborer et à communiquer avec les habitants de Séoul "pour assurer la validité de sa recherche sur les politiques de diversité",.

## Divulgation d'informations
Pendant l'année de 2011, alors que le gouvernement 2.0 était encore un concept nouveau pour beaucoup, le cinquième maire élu de la ville de Séoul, M. Wonsoon Park, a introduit une variété de politiques de promotion de la démocratie participative après son entrée en fonction. Comme l'un de ses principaux programmes, il a proposé la Gouvernance 2.0, qui est basée sur les concepts de 'Communication, Coopération et Participation', mais qui établit aussi la base pour promouvoir la participation des citoyens à la gouvernance de la ville et qui cherche aussi à fournir toutes les informations administratives de la ville à travers le lieu de communication.

### Orientation des Politiques de divulgation de l'information
La ville de Séoul divulgue toutes ses informations administratives à l'exception des informations désignées comme classifiées par la loi. Grâce à cette politique, la ville protège les droits des citoyens à l'information, améliore la transparence du gouvernement et promeut la responsabilité. De plus, par l'intermédiaire du Centre d'information et de communication de la ville, la municipalité collecte et restitue diverses informations administratives à ses citoyens.

### Centre d'Information et de Communication de Séoul
Pour la mise en œuvre réussie du projet Nude, la ville de Séoul a mis en place le système de divulgation de documents et la place des médias d'information d'une manière innovante pour divulguer automatiquement les informations administratives, tout en permettant aux citoyens d'accéder plus facilement aux informations administratives via les smartphones et autres appareils. Pour cette raison, les informations administratives de la ville sont fournies de manière plus efficace et substantielle.

### Service de documents de demande d'approbation interne
La place de l'information et de la communication fournit divers documents de demande d'approbation interne de différentes régions créés par la ville de Séoul. En particulier, en plus du bureau principal de la mairie et des organisations commerciales de la ville, les utilisateurs peuvent accéder aux informations de 25 districts autonomes et d'autres organisations parrainées par la ville, permettant l'accès aux détails dont les citoyens ont besoin. De plus, la section "Informations sur le Conseil" fournit des informations sur les réunions tenues par la ville de Séoul, des horaires des réunions aux procès-verbaux. En outre, la section "Politique de Séoul" fournit des informations sur les projets clés du gouvernement de la ville et les grands projets impliquant un investissement de plus de 10 milliards de wons. Ce qui est utile pour ceux qui veulent avoir accès à des informations sur l'état des différents projets de construction fais par la ville.